# Durometro Shore

Diagram of a durometer indenter or presser foot used for Shores A and D

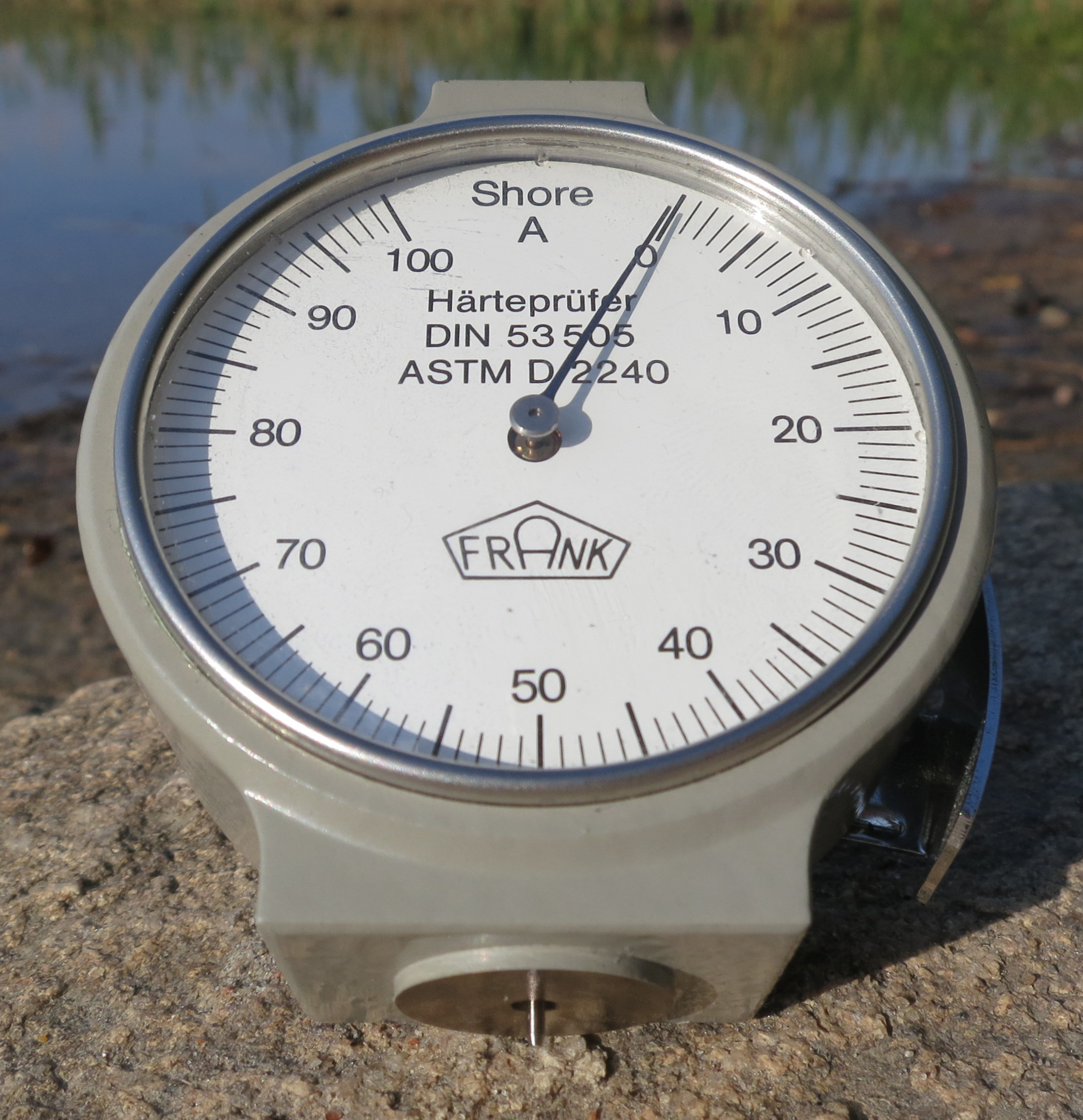
Durometro Shore (A) portatile

Un durometro Shore è uno strumento che misura tipicamente la durezza degli elastomeri e di certi polimeri termoplastici.
Determina la profondità di sfondamento di un penetratore normalizzato mediante semplice applicazione sul campione.
I più comuni sono di tipo Shore A e D, portatili (per misure sul sito) o no.
Per quanto riguarda gli apparecchi analogici, la lettura si fa direttamente su un quadrante graduato in gradi Shore.
I più sofisticati possiedono:
- un penetratore di diamante monocristallino a lunga durata di vita;
- varie scale di misura: durezza in Scala Shore (da 5,5 a 101,3 per la scala Shore A, ad esempio), Rockwell B e C, Brinell e Vickers. Questo evita l'uso di una tavola di conversione o il calcolo, nei casi favorevoli;
- un display digitale LCD, con memoria per le misure e uscita per i dati (interfaccia RS 232 per collegamento sul PC).